# Религия в Чаде

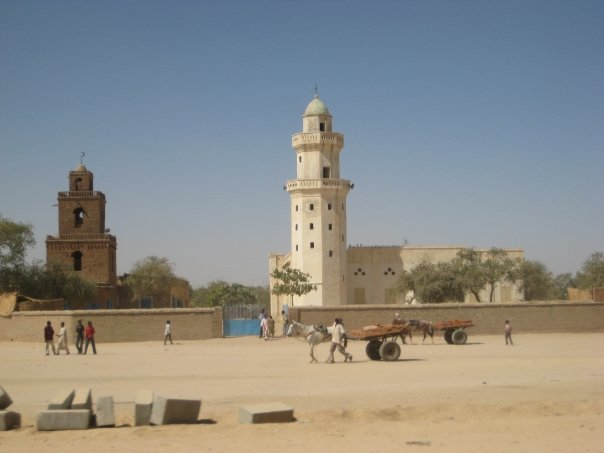
Мечеть в Абеше

Республика Чад — светское государство, не имеющее государственной религии. Конституция страны предусматривает свободу вероисповедания, однако время от времени правительство ограничивало деятельность различных религиозных групп. При этом правительственные структуры страны косвенно поддерживают ислам (например, организуют за счёт государства паломничества в Мекку — хадж и умру).

## Ислам
Мусульмане составляют большинство жителей страны (57,8%). Наиболее влиятелен ислам на севере Чада. В стране преобладает ислам суннитского толка маликитского мазхаба, среди арабов также есть сторонники шафиитского мазхаба. На севере страны распространено влияние ордена кадырия, на юге — тиджания, в ряде регионов страны есть сенуситы. По оценкам 5—10 % мусульман Чада являются сторонниками фундаменталистских направлений ислама — ваххабизма и салафизма.

## Христианство

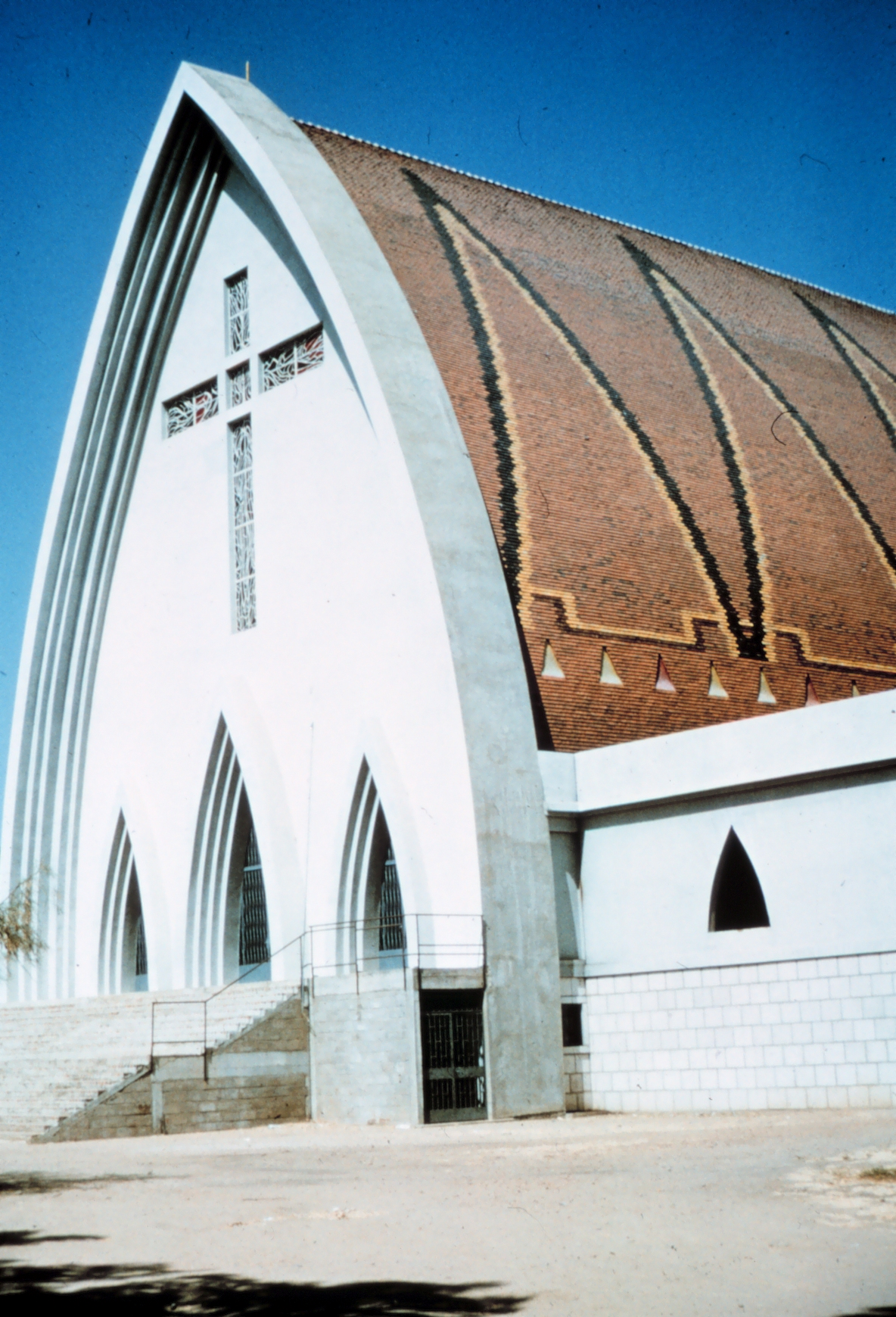
Кафедральный собор Архиепархии Нджамены

Христианство на постоянной основе присутствует в стране лишь с XX века. Тем не менее, христианству удалось добиться значительного успеха. В 1970 году христиане составляли 23% населения Чада, к 2010 году их доля увеличилась до 40%.
Католики начали постоянную миссионерскую работу в Мунду в 1929 году. В 2010 году их численность оценивалась в 2,5 млн человек.
Первые протестантские миссионеры прибыли в Чад в 1925 году. В 2010 году численность протестантов оценивалась почти в 2 млн человек. Самые крупные группы среди них составляют независимые евангельские христиане, плимутские братья и пятидесятники. В 1964 году в стране зарегистрирована Ассоциация баптистских церквей Чада.
С 1945 года в Чаде присутствуют и представители маргинального христианства — Свидетели Иеговы.

## Другие религии
Численность верующих местных традиционных верований неуклонно сокращается. Определённого успеха в Чаде добились приверженцы веры бахаи (98 тыс.). Численность агностиков и атеистов в 2010 году была оценена в  6,5 тыс. человек.